# روث كوهن (ممثلة)
روث كوهن (بالإنجليزية: Ruth Cohen)‏ هي ممثلة أمريكية، ولدت في 28 يناير 1930 في ذا برونكس في الولايات المتحدة، وتوفيت في 23 أغسطس 2008 في Panorama City, Los Angeles ‏ في الولايات المتحدة بسبب نوبة قلبية.

## وصلات خارجية
- روث كوهن على موقع IMDb (الإنجليزية)
- روث كوهن على موقع قاعدة بيانات الفيلم (الإنجليزية)